# 두번째 달
두 번째 달(Second Moon)은 대한민국의 크로스오버, 퓨전 밴드이다.
2004년 이나영 주연의 MBC 드라마《아일랜드》 O.S.T에 삽입된 〈서쪽 하늘에〉는 두 번째 달의 데뷔곡이다. 이채로운 캘틱 민요를 차용해 에스닉 퓨전이라는 생소한 음악을 선보이며 반향을 불러일으킨 〈서쪽 하늘에〉는 연주곡으로는 드물게 대중적으로도 유명해졌다. “세계 각국의 민속 음악을 친근한 방식으로 재해석하여 연주하는 밴드”라는 슬로건을 걸고 2005년에 첫 정규앨범《2nd Moon》을 발매하였다. TV드라마《불량가족》,《궁》,《궁 - 외전》,《궁S》O.S.T에 연이어 참여하며 좋은 반응을 얻었으나, 음악적 성향 차이로 2007년 해체하였다.
이후 박혜리는 김현보와 프로젝트 밴드 바드(Bard)를 결성하여 2010년 정규 앨범을 발매하였고, 스승인 정원영 밴드에서 건반 주자로도 활동하다가 2016년에 솔로 1집 앨범 《세상의 겨울》을 발매하였다. 김현보는 바드 이후 드라마, 뮤지컬, 영화음악가로도 활동하였고, 최진경, 백선열, 조윤정, 박진우는 밴드 엘리스 인 네버랜드(Alice In Neverland)를 새롭게 결성하여 활동을 이어갔다. 린다 컬린(Lynda Cullen)은 고국인 아일랜드로 귀국해 2010년에 EP 앨범 《Orange Tree》를 발매하였다.
주축 멤버였던 기타리스트 김현보가 엘리스 인 네버랜드에 합류 의사를 밝힌 것이 계기가 되어 재결성이 되었다. 1집에서 세션으로 참여하였던 기타리스트 이영훈이 합류하여 6인 체제가 되었고, 2012년 10월 싱글 앨범《그동안 뭐하고 지냈니?》를 발매하고 활동을 재개하였다. 해체 이후에도 지속적으로 교류했던 린다 컬린은 2015년 2집 앨범에 피처링으로 참여하였다.
1집《2nd Moon》은 2006년 제3회 한국대중음악상에서 3개 부문을 석권하였고, 2007년에는 한국대중음악 100대 명반에도 이름을 올렸다. 2016년에 발매한 국악프로젝트 앨범《판소리 춘향가》는 2017년 제14회 한국대중음악상에서 최우수 크로스오버 음반 부분을 수상하였다.
두 번째 달의 음악은 서양의 여러 민속음악을 바탕으로 탱고, 왈츠, 라틴, 팝, 뉴에이지, 재즈, 국악 등 다양한 장르의 음악이 혼재된 크로스오버로, 새로운 음악적 시도가 기존 음악 세계와 확연히 다른 차원의 경지를 열었으며, 이질적인 장르들을 넘나들면서 음악의 외연을 넓히는 역할을 훌륭히 달성했다는 평가를 받았다. 1집의 수록곡들은 10여년이 지난 현재에도 여러 방송과 광고의 배경음악 등으로 폭넓게 사용되고 있다.

## 앨범

### 정규 음반
- 1집 《2nd Moon》 (2005)
- 2집 《그동안 뭐하고 지냈니?》 (2015)
- 국악프로젝트 《판소리 춘향가》 (2016)
- 국악프로젝트 《팔도유람》 (2019)

### 비정규 음반
- 싱글 《그동안 뭐하고 지냈니?》 (2012)
- 싱글 《달이 피었네》 (2012)

### 참여 음반
- 《아일랜드》 O.S.T (2004)
- 《궁》 O.S.T (2006)
- 《궁 - 외전》 O.S.T (2006)
- 《불량가족》 O.S.T (2006)
- Go For The Final (2006 축구대표팀 응원 앨범) (2006)
- 《궁S》 O.S.T (2007)
- 불후의 명곡 - 전설을 노래하다 (해번가요제 특집 편) (2016)
- 《구르미 그린 달빛 O.S.T - Special BGM》 (2016)
- 《푸른 바다의 전설 O.S.T Score Part 2》 (2016)

### 컬래버레이션 앨범
- 모던민요 (2018) - 송소희 & 두번째달

## 수상 경력
- 2006년 제3회 한국대중음악상 올해의 음반
- 2006년 제3회 한국대중음악상 올해의 신인
- 2006년 제3회 한국대중음악상 최우수 재즈 & 크로스오버 음반
- 2017년 제14회 한국대중음악상 최우수 재즈&크로스오버 크로스오버 음반